# Annamia normani
Annamia normani är en art i familjen grönlingsfiskar (Balitoridae). Släktet är monotypiskt, och Annamia normani är sålunda den enda arten i släktet. Den lever endemiskt i Mekongflodens avrinningsområde. Som vuxen blir den knappt 8 cm lång.
Regionen ligger i Vietnam och östra Kambodja. Fisken hittas där floden flytar snabb och der flera forsar finns. Födan utgörs av vattenlevande insektslarver och av andra smådjur.
Beståndet hotas i viss mån av dammbyggnader och av vattenföroreningar. Hela populationen anses vara stor. IUCN listar arten som livskraftig (LC). Fiske på arten bedrifs inte.